# Anno von St. Gallen
Anno von St. Gallen († 1. Dezember 954) war 953 bis 954 Gegenabt von Craloh des Benediktinerklosters St. Gallen.

## Leben
Vor seiner Wahl zum Gegenabt von Craloh lässt sich Anno urkundlich nicht nachweisen. Er trat seine kurze Amtszeit am 23. oder 24. September 953 an. Danach wird er noch einmal urkundlich erwähnt.

## Wirken
Laut Ekkehart IV. begann Anno mit der Befestigung der Ortschaft und des Klosters St. Gallen. Er soll Wall, Graben und Türme ausheben, aufwerfen bzw. bauen gelassen haben. Bei seinem Tod am 1. Dezember 954 erreichte die Mauer Kniehöhe.